# Paul Kester
Paul Kester (Delaware (Ohio), 2 de noviembre de 1870-Lake Mohegan, 21 de junio de 1933) fue un productor de obras de teatro y  novelista estadounidense, hermano del periodista Vaughan Kester y primo del crítico y editor literario William Dean Howells.

## Carrera
Su primer éxito fue la obra Countess Roudine (1892) que se representó en su estreno en el Chestnut Street Theatre de Filadelfia y posteriormente en el Union Square Theatre de Nueva York; la obra fue una colaboración con la actriz Minnie Maddern Fiske. También produjo el romance sureño The Cavalier para el Criterion Theatre con la actriz Julia Marlowe.